# Monte Arafat

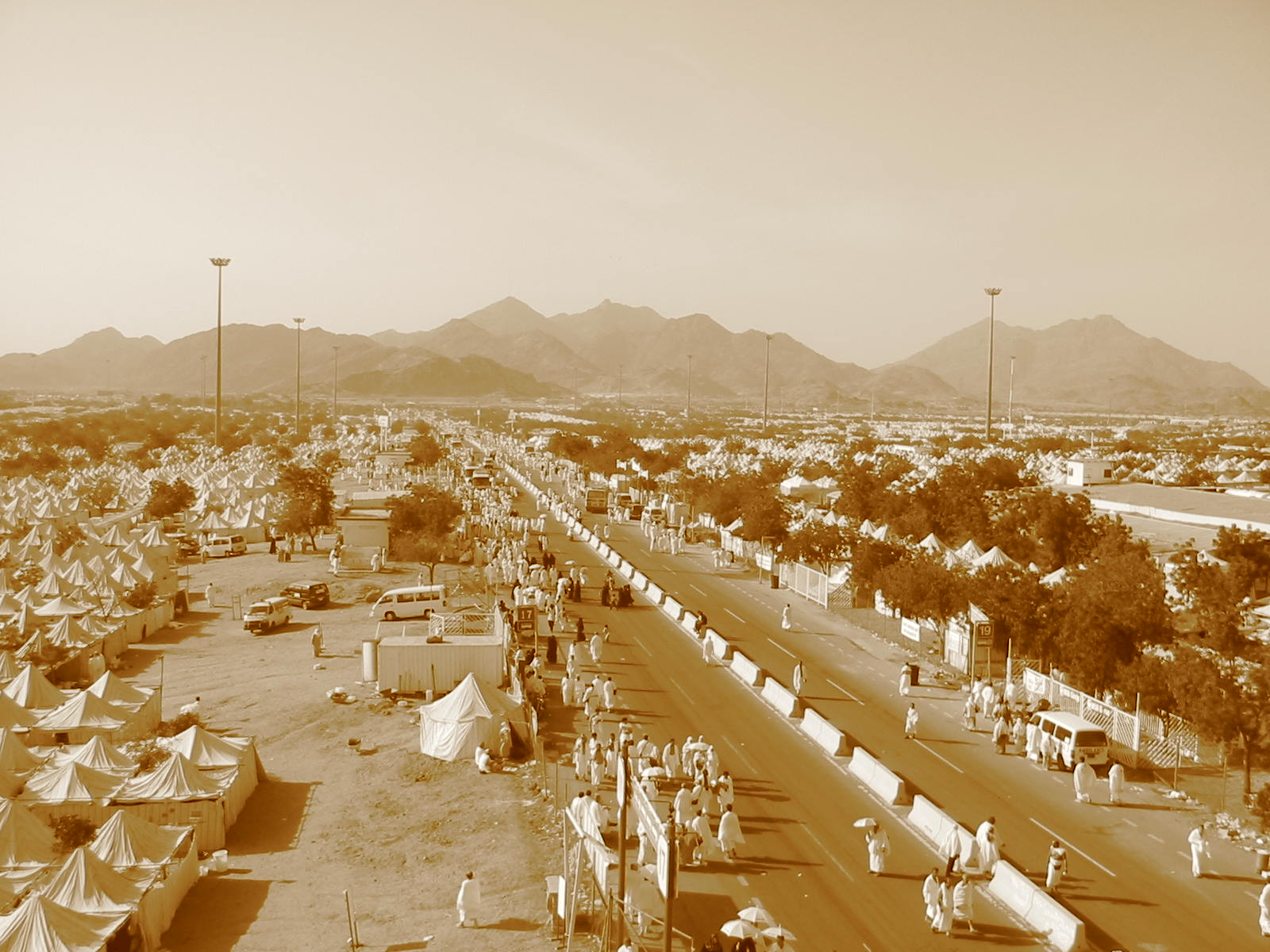
Explanada del Monte Arafat durante el hach.

El Monte Arafat (en árabe: جَبَلُ عَرَفَةَ‎, romanizado: jabalu ʕarafata, lit. 'Monte de la Comprensión'; en árabe coránico: عَرَفَات‎, romanizado: ʿarafāt) es una colina de granito situada al este de La Meca. Es también conocida como el monte o montaña de la Misericordia (جَبَل ٱلرَّحْمَة‎, Jabal ar-Raḥmah). La colina fue el lugar donde Mahoma predicó la despedida a los musulmanes que lo habían acompañado por el hach hacia el final de su vida. Tiene 70 metros de altura.
Los alrededores de la colina se llaman llanuras de Arafat. Es un lugar importante en el Islam, porque durante el hach, los peregrinos pasan la tarde en el noveno día de Du l-hiyya (ذو الحجة). El hecho de no estar presente en la llanura de Arafat en el día requerido invalida la peregrinación. Muchos peregrinos permanecen aquí toda la noche en vigilia.
Los musulmanes creen que Adán y su esposa Eva se reunieron en la colina y fueron perdonados por Dios.
Hoy en día, este es el lugar desde donde se predica un jutba (‘sermón del viernes’) dirigido a todo el mundo musulmán.
El la época preislámica fue lugar de adoración para el dios Quzah.
- Datos: Q216894
- Multimedia: Mount Arafat / Q216894